# Gobiesox marijeanae
Gobiesox marijeanae är en fiskart som beskrevs av Briggs, 1960. Gobiesox marijeanae ingår i släktet Gobiesox och familjen dubbelsugarfiskar. IUCN kategoriserar arten globalt som otillräckligt studerad. Inga underarter finns listade i Catalogue of Life.